# (3882) Johncox
(3882) Johncox es un asteroide perteneciente al cinturón de asteroides, descubierto el 7 de septiembre de 1962 por el equipo de la Universidad de Indiana desde el Observatorio Goethe Link, Brooklyn (Estados Unidos).

## Designación y nombre
Designado provisionalmente como 1962 RN. Fue nombrado Johncox en honor al astrónomo estadounidense John Paul Cox.